# Puto pilosellae
Puto pilosellae är en insektsart som först beskrevs av Šulc 1898.  Puto pilosellae ingår i släktet Puto och familjen ullsköldlöss. Arten är reproducerande i Sverige. Inga underarter finns listade i Catalogue of Life.